# Institut Mines-Télécom
Institut Mines-Télécom er et fransk ingeniør-institut tilknyttet Université Paris-Saclay. 
Instituttet blev oprettet i 1996 (groupe des écoles des télécommunications) i 2008 (Institut Télécom) og har i dag omkring 13400 studerende. 